# Tim Story (compozitor)
Tim Story (n. 1957 în Philadelphia) este un compozitor, regizor de teatru și producător muzical american. În 1989 a fost nominalizat la Premiul Grammy. Story a apărut în peste 20 de albume solo și colaborative, dar și coloane sonore pentru film și televiziune.

## Discografie
Albume de studio
- Threads (1981)[1]
- In Another Country (1982)
- Untitled (1984)
- Three Feet From the Moon (1985)
- Wheat and Rust (1987)
- Glass Green (1987)
- The Legend of Sleepy Hollow (1988)
- Beguiled (1991)
- A Desperate Serenity (Ashley/Story) (1992)
- The Perfect Flaw (1994)
- In Search of Angels (1994)
- Abridged (1996)
- Drop (Ashley/Story) (1997)
- Persistence of Memory (Story/Roedelius) (2000)
- Shadowplay (2001)
- Blue Tofu (Blue Tofu)  (2001)
- Lunz (Story/Roedelius) (2002)
- Caravan (2005)
- Standing and Falling (Ashley/Story) (2005)
- Buzzle (2006)
- Inlandish (Story/Roedelius) (2008)
- Errata (Ashley/Roedelius/Story) (2008)
- Collected (2010)
- Our Room (Blue Tofu) (2013)

Piese incluse în compilații
- Of The Father's Love Begotten, A Winter's Solstice III, Windham Hill (1990)
- The Seed,  The Seed, CUE Records (1992)
- Gymnopedie 1, The Impressionists, Windham Hill (1992)
- Asleep the Snow Came Flying, A Winter's Solstice IV, Windham Hill (1993 WH)
- "Theme from In Search of Angels", In Search of Angels, Windham Hill (1994)
- "Angel of the Elegies", In Search of Angels, Windham Hill (1994)
- "Voices in the Liquid Air", In Search of Angels, Windham Hill (1994)
- "Angelos", In Search of Angels, Windham Hill (1994)
- "Woman at the Well", In Search of Angels, Windham Hill (1994)
- Siciliano, The Bach Variations, Windham Hill (1994)
- The Death of Ase, The Romantics, Windham Hill (1995)
- Adagio from Serenade 10 in B-flat, A Different Mozart, Imaginary Road (1996)
- The Earth Lay White, On A Winter's Night, Imaginary Road (1997)
- In The Winter's Pale, A Winter's Solstice VI, Windham Hill (1997)
- The Silver Swan, A Midsummer Night's Dream, Windham Hill (1998)
- Caranna, Thanksgiving, Windham Hill (1998)
- When Comes December, A Winter's Solstice Silver Anniversary Edition, Windham Hill (2001)
- It Came Upon the Midnight Clear, A Windham Hill Christmas, Windham Hill (2002)
- Largo, Adagio, Windham Hill (2003)
- Sanctus, Prayer, Windham Hill (2003)
- Hark! The Herald Angels Sing, A Windham Hill Christmas II, Windham Hill (2003)
- The Holly and the Ivy, I'll Be Home For Christmas, Windham Hill (2004)
- The First Noel/What Is This Fragrance?, Christmas Eve, Windham Hill (2005)